# Henri Sudre
Pour les articles homonymes, voir Sudre.
Henri L. Sudre est un botaniste français né le 12 janvier 1862 à Bernac (Tarn) et mort le 4 décembre 1918 à Toulouse.

## Biographie
Il a été professeur de collège à Albi, et à partir de 1904, à Toulouse. Ses travaux scientifiques se sont concentrés sur les deux genres souvent considérés comme les plus difficiles de la flore française : les ronces (Rubus, famille des Rosaceae) et les épervières (Hieracium, famille des Asteraceae).
Henri Sudre est l'auteur d'une monographie des ronces d'Europe (Rubi europae, 1908-1913), ouvrage décrivant plusieurs milliers de taxons, pour lequel il reçoit en 1914 le Prix de Coincy décerné par la Société botanique de France.
Son herbier général, d'abord déposé à Agen (Lot-et-Garonne), est conservé depuis 1947 à l'université de Toulouse. Ses herbiers spéciaux (Hieracium, Rubus), qui contiennent de nombreux types, sont conservés quant à eux dans les locaux du Jardin botanique de la ville de Bordeaux. D'autres types sont également présents dans les nombreux herbiers qu'il a révisé, notamment ceux des botanistes français Alexandre Boreau, Gaston Genevier, Julien-Victor de Martrin-Donos, Philippe-Jacques Müller et de l'Abbé Questier.

## Sources
- Cowan et Stafleu (?). Taxonomic litteratur ?:77-80 (référence à compléter)
- Lecomte, H., 1914 - Rapport sur l'attribution du Prix de Coincy en 1914 in Bull. Soc. Bot. France 61: 8-11. Version numérique sur Botanicus
- Sudre, H., 1908-1913 - Rubi europae. Albi.